# デッド・キャット・バウンス
デッド・キャット・バウンス（英: dead cat bounce）は株式投資用語である。株価大幅下落後の一時的な小幅回復を意味する。「高いところから落とせば、死んだ猫でも跳ね返る」という意味でウォール街で使われ始めた。現在、大幅下落後または大幅下落が続いている中での小幅回復を指す。

## 歴史
「デッド・キャット・バウンス」は、「高いところから落とせば、死んだ猫でも跳ね返る」ということである。この用語はウォール街で長年にわたり使われている。1985年にシンガポールとマレーシアにおいて、株価が持続的下落の合間に一時的に回復した時に使われたのが最初とされる。フィナンシャル・タイムズのジャーナリスト Horace Brag と Wong Sulong が、株価は「デッド・キャット・バウンス」であると報道した。広東語にはよく似た古いことわざが存在し、本来の起源である可能性がある。

## 参考資料
1. ↑  Business Dictionary web site
2. ↑  Investopedia
3. ↑  Chris Sherwell, "Singapore stock market stages modest recovery after steep fall", Financial Times, December 7, 1985, quoted in Word Spy